# Izquierda Andaluza
Izquierda Andaluza es un partido político español cuyo ámbito de actuación es la comunidad autónoma de Andalucía. Ideológicamente pertenece al espacio político de izquierdas y del nacionalismo andaluz.
Surgió en 1998 como una escisión de Izquierda Unida, procedente de una corriente de opinión dentro de la coalición denominada Colectivo Andaluz de Izquierdas. Desde entonces se ha presentado a varios procesos electorales en solitario (generales y autonómicas de 2000) en coalición con Los Verdes de Andalucía (como en las elecciones al Parlamento Europeo de 1999, en la coalición Los Verdes - Las Izquierdas de los Pueblos) o con el Partido Socialista de Andalucía.
En 2008 formalizaron su ingreso en la Coalición Andalucista para las elecciones al Parlamento de Andalucía de 2008.